# Manifestacja 20 czerwca 1792

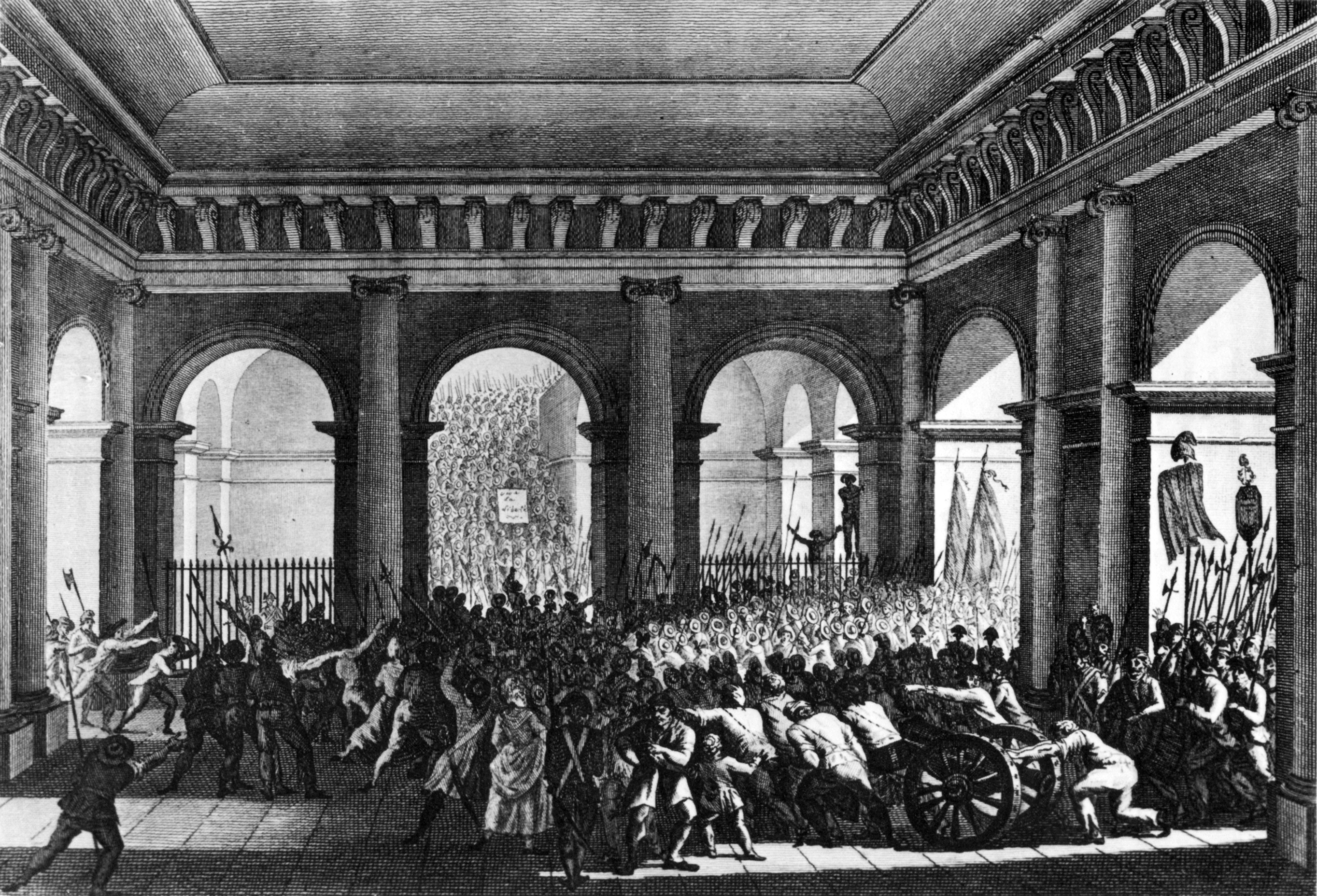
Tłum szturmuje pałac Tuileries w czasie manifestacji 20 czerwca 1792

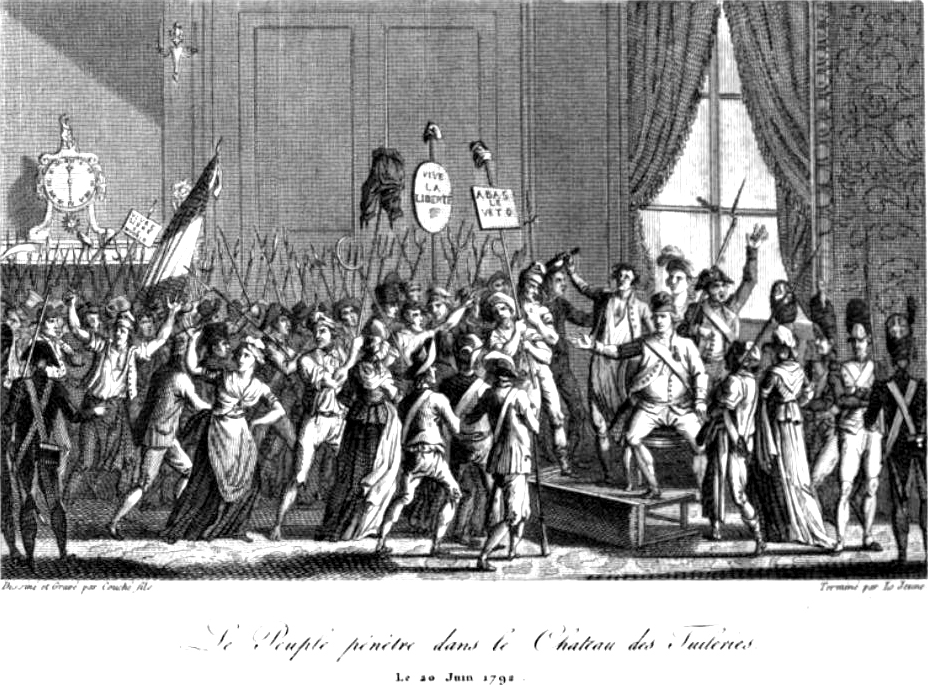
Tłum spotyka się w Tuileries z Ludwikiem XVI

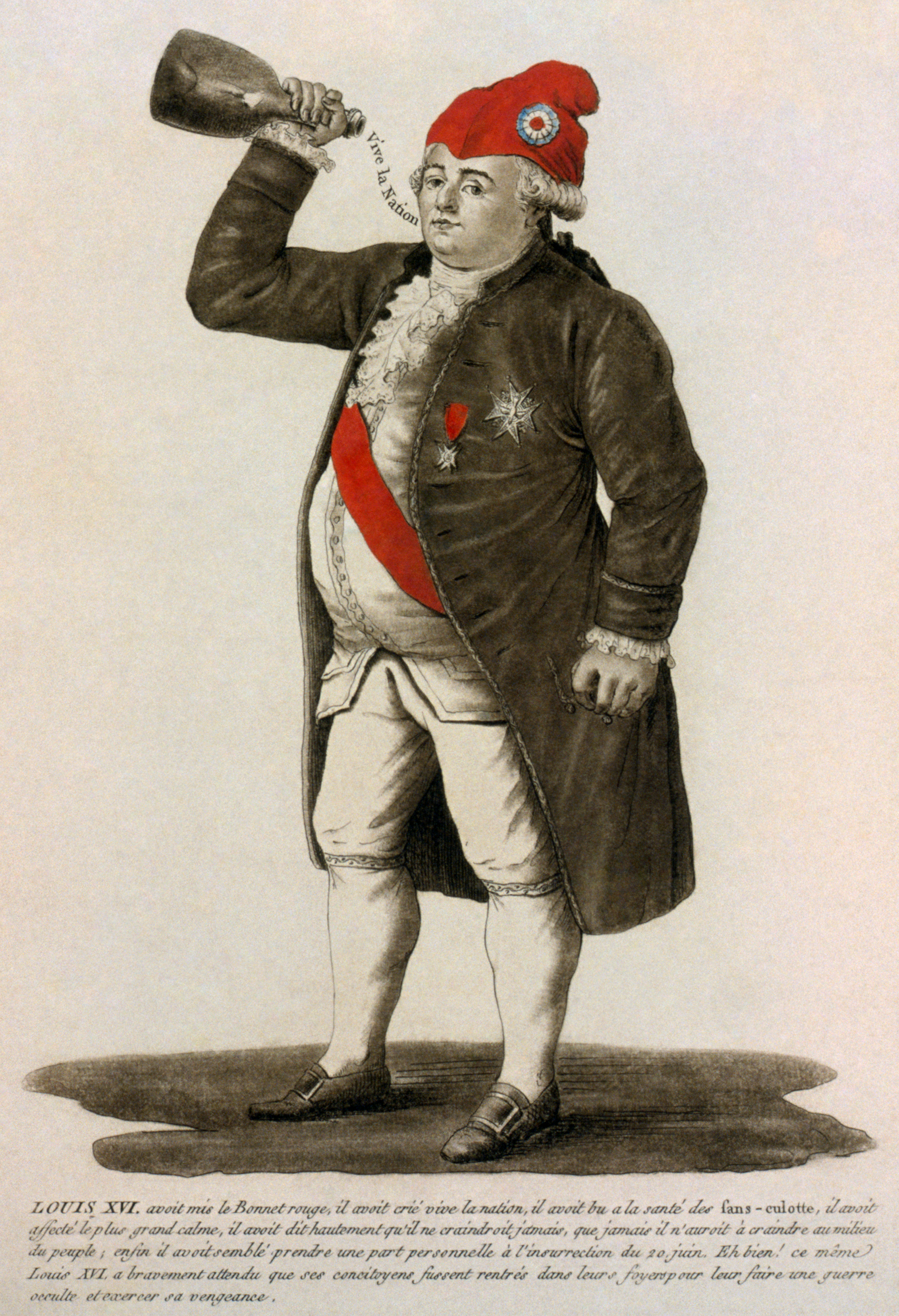
Karykatura Ludwika XVI w czapce frygijskiej

Manifestacja 20 czerwca 1792 (fr. Journée du 20 juin 1792) – manifestacja w Paryżu zorganizowana przez żyrondystów. Ze względu na silnie antykrólewskie nastroje w mieście wymknęła się spod kontroli organizatorów. 

## Tło wydarzeń
Po wypowiedzeniu przez Francję wojny Prusom i Austrii, serii wet królewskich przeciwko kolejnym ustawom Legislatywy i powołaniu przez Ludwika XVI rządu złożonego jedynie z feuillantów w Paryżu wzrosły zdecydowanie nastroje wrogie królowi, spotęgowane jeszcze przez pojawienie się w okolicach miasta tysięcy rewolucyjnie nastawionych ochotników do wyjazdu na front. Radykalizował się język używany przez główne kluby polityczne miasta, jakobinów oraz kordelierów, które zaczęły otwarcie nawoływać do ataku na monarchię. 
16 czerwca generał Marie Joseph de La Fayette zażądał od Legislatywy ukrócenia „anarchii” inspirowanej jego zdaniem przez klub jakobinów. Stanowiący większość w Legislatywie żyrondyści uznali to za atak na całą rewolucję, w tym także na ich stronnictwo. Nie chcąc jednak dopuścić również do przejęcia władzy przez radykałów, postanowili zorganizować manifestację, która równocześnie ukazałaby królowi i umiarkowanym ich własną słabość, jak i skanalizowałaby czasowo nastroje panujące w mieście. Przeciwko manifestacji występowali jakobini, podejrzewając, że może być ona pułapką zmierzającą do spacyfikowania ruchu sankiulockiego, a żyrondyści – stronnictwem potajemnie sprzyjającemu monarchii w jej dotychczasowym kształcie. 

## Przebieg manifestacji
W założeniach organizatorów chętni do udziału w przemarszu mieli zbierać się na przedmieściach Paryża, po czym w kolumnach maszerować pod pałac Tuileries, złożyć petycję w Legislatywie bez spotykania się z królem. Przebieg wydarzeń tego dnia zaskoczył jednak żyrondystów. Manifestanci, mający po swojej stronie ochraniającą pochód Gwardię Narodową, nie tylko odczytali petycję w parlamencie, ale i wtargnęli do pomieszczeń króla, gdzie zmusili Ludwika XVI do założenia czapki frygijskiej oraz głośno zwymyślali jego oraz królową Marię Antoninę. Tłum splądrował również część pomieszczeń i groził rodzinie królewskiej śmiercią. Ludwik XVI zachował spokój, bronił swojej decyzji o wetowaniu ustaw i rozwiązaniu rządu powołując się na swoje uprawnienia konstytucyjne. Odważne zachowanie króla skłoniło paryżan do odstąpienia.

## Skutki manifestacji
Po manifestacji La Fayette oskarżył Legislatywę o świadome narażenie króla na niebezpieczeństwo i ponownie zażądał środków przeciwko jakobinom, których uznał za tajnych inicjatorów spontanicznego zajścia. Zaoferował również królowi opuszczenie Paryża i przeniesienie się do Compiègne, pod opiekę przychylnych mu wojsk. Ludwik XVI, który miał jednak nadzieję na pokonanie rewolucji przez wojska austriackie i pruskie, odmówił. 
Żyrondyści uznali przebieg manifestacji za własną kompromitację i nie byli w stanie zdecydować się co do dalszego kierunku działań: zbliżenia z jakobinami lub też współdziałania z królem. Umiarkowana część opinii publicznej poparła postawę króla, pod petycją potępiającą manifestację, sporządzoną przez rojalistę du Pont de Nemours, podpisało się 20 tysięcy osób. W ruchu sankiulockim manifestacja została uznana za dowód siły ludu Paryża i radykałów. W następujących po niej dniach rozpoczęły się przygotowania do zorganizowanego w podobny sposób powstania 10 sierpnia 1792, które na trwałe obaliło monarchię.